# Грубер, Габриэль
Габриэ́ль Гру́бер (нем. Gabriel Gruber, 6 мая 1740, Вена — 7 апреля 1805, Санкт-Петербург) — генерал Общества Иисуса (иезуиты) в России.

## Биография

### Австрия
Габриэль Грубер родился в Вене, в возрасте 15 лет вступил в Орден иезуитов. С 1757 года по 1758 год изучал латинский и греческий языки в Леобене, Австрия. Потом в Граце с 1757 года по 1760 год занимался философией. В Трнаве с 1761 по 1762 изучал математику. В 1766 году в Граце был рукоположён в священники.
Грубер был высококлассным инженером, специалистом в области механики и гидродинамики, разбирался в архитектуре, математике и навигации. В 1769 году он начал преподавать в Высшей Инженерной школе в Любляне. Некоторые модели кораблей его работы можно увидеть в Морском музее города Пиран (Словения).
После роспуска Ордена иезуитов в 1773 году папой Климентом XIV Грубер стал работать инженером при дворе австрийского императора Иосифа II. По его проекту был построен Дворец Грубера (ныне здание Архива Словении) в Любляне, а также создан Груберов канал. Дворец использовался Грубером в качестве лаборатории по изучению механики и гидравлики.

### Российская империя
В 1784 году Грубер прыбыл в Белоруссию, где до 1800 года преподавал архитектуру и физику в Полоцком иезуитском коллегиуме. Благодаря его усилиям коллегиум расширил свою научную базу и превратился в крупный технический центр. Созданные им лично либо под его руководством машины и механизмы не только активно использовались в учебном процессе, но и с успехом демонстрировались гостям полоцкой альма-матер. Одним из самых известных творений мастера была механическая голова. Согласно описаниям, высоко в стене, почти под потолком, была установлена голова старца с длинными седыми волосами. Механическая конструкция с подвижными деталями «говорила» на всех распространенных в то время языках и отвечала на любые вопросы посетителей: «Голова немедленно отвечала внятно, громко, логично, с полным знанием обстоятельств и обстановки спрашивавшего, так что тот приходил просто в ужас. Какова должна была быть вера в мудрость и почти сверхъестественную силу иезуитов, когда никому не приходило на мысль, что за стеною сидел опытный механик, приводивший в движение глаза и все лицо головы и отвечавший за неё. Все верили, никто не смел сомневаться, а если у кого и являлись подозрения, тот не смел и пикнуть.»

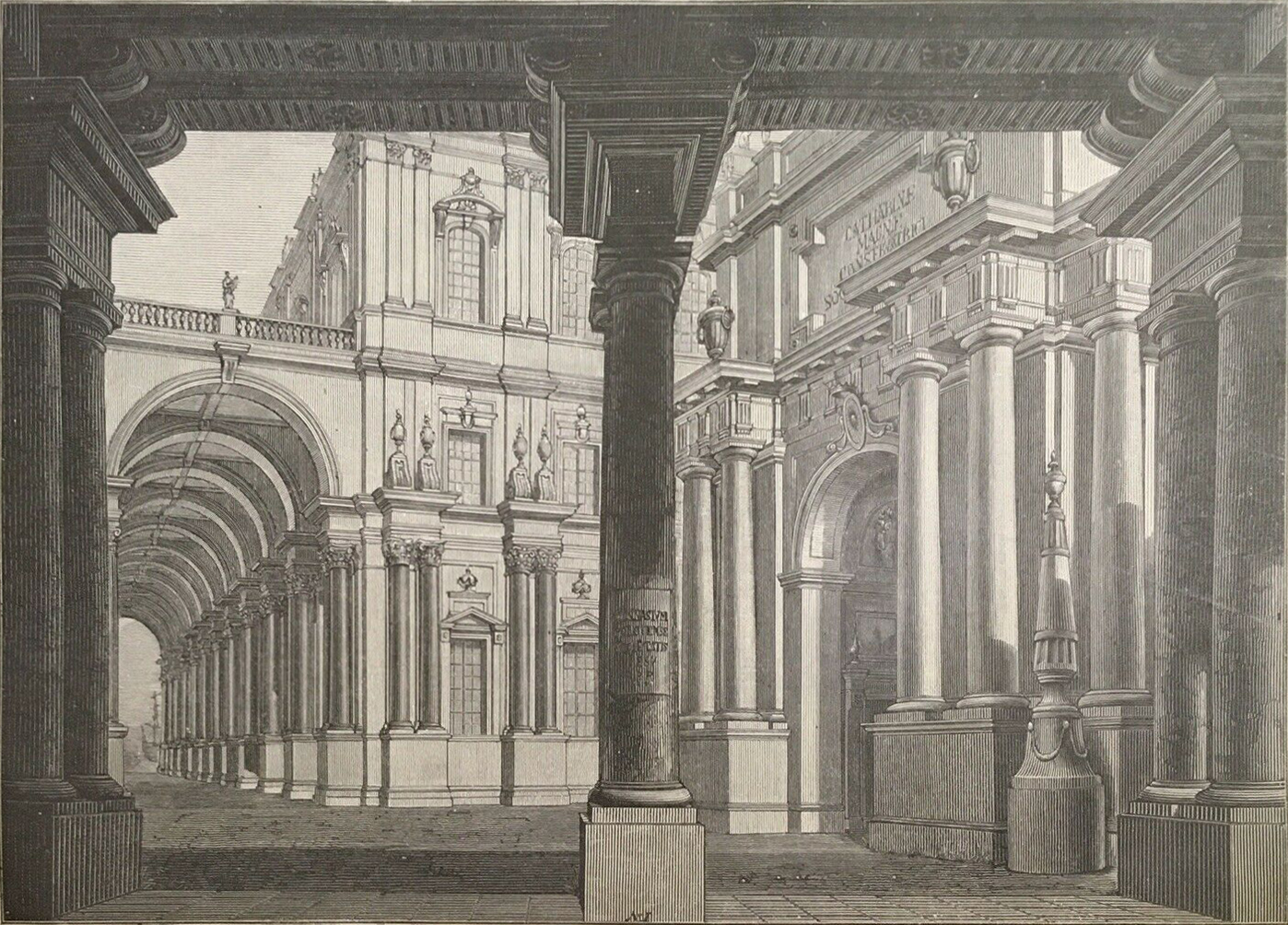
Проект реконструкции Полоцкой иезуитской академии, рисунок Г. Грубера

Грубер разработал проект специального музейного здания и активно включился в создание музея, открытие которого состоялось в 1788 году, когда был достроен новый трехэтажный корпус коллегиума. Талантливый иезуит также приложил свою руку к художественному оформлению интерьеров музейного корпуса коллегиума. Стены в здании были расписаны его фресками. Кроме того, был оборудован зал для занятий рисованием, живописью и архитектурой. В нём находилось большое количество книг, рисунков и гравюр, были представлены модели всех архитектурных стилей с образцами кладки и крыш, модели мостов и модель корабля. Педагогический и художественный талант Грубера оказал сильное влияние на творческое становление медальера, скульптора, живописца, гравера, одного из наиболее влиятельных деятелей русского искусства XIX в. графа Федора Петровича Толстого, в будущем вице-президента Императорской Академии искусств. Несмотря на аристократическое происхождение и высокую должность отца, девятилетний Федор был направлен в Полоцкий иезуитский коллегиум, где под руководством Грубера начал профессионально заниматься живописью.
Деятельность Грубера получила одобрение императрицы Екатерины II и императора Павла I, с которым иезуит познакомился в 1797 году время посещения императором Полоцка. В июне 1799 года Павел I заверил Грубера в своём намерении поддерживать иезуитский орден, видя в нём средство борьбы с влиянием Французской революции. Грубер смог войти в доверие к императору, так как сумел вылечить его жену от хронических зубных болей, и даже получил право входа к императору без доклада. В октябре 1800 года император издал указ, по которому иезуиты получали право руководить системой образования в Литве; их опеке была передана Церковь святой Екатерины Александрийской в Санкт-Петербурге. Грубер был назначен ассистентом генерального викария Общества Иисуса в России Франциска Каре.
В июне 1799 года Грубер представил Павлу I просьбу, чтобы император обратился к Римскому Папе по поводу формального признания существования Ордена иезуитов в пределах Российской империи, который в то время был распущен Римским Папой, но орденские структуры всё же продолжали действовать на территории Российской империи. Как отмечал Грубер, признание иезуитского ордена на территории России способствовало бы притоку бывших членов ордена в Россию, где они были бы полезны в деле воспитания. Грубер призвал Павла I стать «восстановителем и ангелом-хранителем Общества Иисуса». В августе 1800 года Павел I направил папе Пию VII письмо с просьбой признать иезуитский орден в России. Соответствующее бреве Папы было издано в марте 1801 года. В нём папа признавал каноничность иезуитских структур в России и соглашался на то, чтобы генеральный викарий Общества Иисуса в России и его преемники носили титул «Генерал ордена в России». После смерти Франциска Каре 22 октября 1802 года генералом был избран Грубер.
При императоре Александре I привилегии иезуитов были уменьшены. Тем не менее стараниями Грубера были созданы иезуитские миссии в Саратове (1803), Одессе (1804) и Астрахани (1805). В 1803 году было восстановлено присутствие иезуитов в Риге. Грубер поддерживал связи со всеми бывшими членами иезуитского ордена, привлекая их для миссии в Белоруссию. Он добился от римского папы восстановления иезуитских структур в Неаполитанском королевстве со статусом филиала Общества Иисуса в Санкт-Петербурге. Годы пребывания Грубера в России отмечены распространением католических идей среди русской интеллигенции.
Габриэль Грубер погиб 7 апреля 1805 года во время пожара в своей резиденции. Его преемником на посту Генерала ордена стал Тадеуш (Фаддей) Бжозовский. Его гибель произошла буквально за две недели до заключения в Петербурге антинаполеоновского союза между Англией и Россией, поэтому его гибель не все считали «случайной».

## Память
В 2014 году во внутреннем дворике возрожденного Полоцкого коллегиума, который является учебной площадкой Полоцкого государственного университета, прошла церемония открытия мемориальной доски в честь Грубера. По окончании торжественного мероприятия гостям предложили отведать горячий шоколад, приготовленный по рецепту Грубера. Угощение этим напитком стало доброй университетской традицией в Полоцке. В 2015 году получила новую жизнь знаменитая говорящая голова. Используя современные технологии и материалы, преподаватели и сотрудники Полоцкого государственного университета создали экспозицию «Реконструкция проекта Габриэля Грубера „Механическая голова“». Объект стал популярной достопримечательностью комплекса зданий Полоцкого коллегиума.